# Sarcophaga hera
Sarcophaga hera är en tvåvingeart som beskrevs av Zumpt 1972. Sarcophaga hera ingår i släktet Sarcophaga och familjen köttflugor. Inga underarter finns listade i Catalogue of Life.